# Капелла Святого Петра в оковах
Капелла Святого Петра в оковах (англ. Church of St Peter ad Vincula) — малая церковь (капелла) в Тауэре в стиле Тюдор-Ренессанса, возведённая в 1520 году. Название восходит к евангельскому повествованию: заточению святого Петра в темницу в Иерусалиме при Ироде Агриппе. В капелле погребены многие известные заключённые, казнённые в Тауэре, в том числе королевы Анна Болейн, Екатерина Говард и леди Джейн Грей.

## История
Существующее здание было перестроено для Генриха VIII сэром Ричардом Чамли в 1519—1520 годах, но старая церковь находилась на этом месте ещё до нормандского завоевания.
В капелле расположено много памятников истории и искусства. В северо-западном углу находится памятник Джону Холланду, герцогу Эксетеру, констеблю Тауэра (ум. 1447). Под центральной сводчатой галереей находится эффигия сэра Ричарда Чамли, лейтенанта Тауэра (ум. 1521). В алтаре можно увидеть впечатляющий надгробный памятник сэру Ричарду Блаунту (ум. 1564) и его сыну Майклу (ум. 1610), оба были лейтенантами Тауэра в тюдоровскую эпоху и свидетелями многих казней.
В капелле сохранился прекрасный орган XVII века, украшенный резьбой знаменитого английского мастера Гринлинга Гиббонса.

## Захоронения
В капелле похоронены многие государственные заключённые, казнённые или умершие в Тауэре:
- Эдмунд Дадли (1510)
- Джеральд Фицджеральд, 9-й граф Килдэр (1534)
- Томас Мор (1535)
- Джон Фишер (1535)
- Анна Болейн (1536)
- Её брат Джордж Болейн, виконт Рочфорд (1536)
- Его супруга Джейн Болейн, виконтесса Рочфорд (1542)
- Томас Кромвель (1540)
- Маргарет Поул, графиня Солсбери (1541)
- Екатерина Говард (1542)
- Томас Сеймур, 1-й барон Сеймур из Садли (1549)
- Эдуард Сеймур, 1-й герцог Сомерсет (1552)
- Джон Дадли, 1-й герцог Нортумберленд (1553)
- Его сын Гилфорд Дадли (1554)
- Леди Джейн Грей, «королева девяти дней» (1554)
- Томас Говард, 4-й герцог Норфолк (1572)
- Его сын Филипп Говард, 20-й граф Арундел (1595)
- Роберт Деверё, 2-й граф Эссекс (1601)
- Кристофер Блант (1601)
- Джон Элиот (1632)
- Джеймс Скотт, 1-й герцог Монмут (1685)
- Джордж Джеффрис, 1-й барон Джеффрис из Уэма (1689)